# V8 Construction
V8 Construction A/S er en dansk byggevirksomhed, der specialiserer sig i hoved- og totalentreprise på nybyggeri øst for Storebælt. Virkomsheden har hovedsæde i Valby og omsatte for 613 mio. kr. i 2023, hvor den beskæftigede 14 medarbejdere.
Virksomheden blev etableret i 2007 af fire ledende medarbejdere, der fortsat ejer virksomheden.
V8 Construction har i 2010'erne og 2020'erne haft totalentreprisen på en række boligbyggerier i Ørestad, Bella Kvarter, på Teglholmen og i Valby i samarbejde med blandt andre Vilhelm Lauritzen Arkitekter.

## Kontrovers
Da en sikkerhedspatrulje fra Byggefagenes Samvirke ville inspicere byggepladsen, hvor V8 Construction er i gang med at opføre et nyt kontorhus for Dansk El-Forbund, Malerforbundet i Danmark, Blik- og Rørarbejderforbundet i Danmark og Dansk Journalistforbund for at se nærmere på arbejdsmiljøet, afviste V8 Construction at give adgang til pladsen. Det er ifølge Byggefagenes Samvirke ikke første gang, at virksomheden nægter at lukke patruljen ind på en af virksomhedens byggepladser.